# Micromania Game Show
Le Micromania Games Show est un salon de jeux vidéo. Il est organisé par la chaîne de magasins Micromania. La première édition a eu lieu en 2002. Cette idée d'un salon du jeu vidéo a vu le jour grâce à Grégory Tizon, à l'époque directeur marketing de Micromania France. La base était d'offrir un évènement privé aux clients Micromania se servant de la carte de fidélité. Environ 20% des entrées sont publiques. De nombreuses personnalités y sont invitées, David Guetta, Tony Hawk , etc.

## Présentation
Les points communs avec la gamescom sont :  
- Des jeux présentés et jouables sur plusieurs stands comme celui de Nintendo ou Sony et même Sega.

Les différences avec la gamescom sont : 
- Des classements de jeux vidéo par catégories par les juges du Salon de L'E3.
- Un concours national français pour Micromania Game Show où des personnes présélectionnées de plusieurs régions françaises sur un jeu participent.
- Une surface d'exposition réduite.
- Aucune playmate ou presque (à la dernière édition il y avait une playmate Rayman et une playmate Red Steel seulement).

C'est lors de cet évènement qu'a eu lieu la présentation officielle en avant-première européenne de la PlayStation 3.

## Éditions

### Édition 2002
L'édition 2002 s'est déroulée du vendredi 27 septembre au dimanche 29 septembre, au Stade de France.

### Édition 2006
L'édition 2006 s'est déroulée du vendredi 27 octobre au mardi 31 octobre.

### Édition 2008
L'édition 2008 s'est déroulée du vendredi 31 octobre au lundi 3 novembre à Paris Expo - Porte de Versailles - Hall 6.

### Édition 2009
L'édition 2009 s'est déroulée du vendredi 30 octobre au lundi 2 novembre, à la Grande halle de la Villette. De nombreux éditeurs y avaient leurs stands, parmi lesquels : Activision, Bigben Interactive, Capcom, EA, Focus, Konami, Microsoft Game Studios, Bandai Namco, Nintendo, Sega, Sony Computer Entertainment, Square Enix, THQ, Ubisoft.

### Édition 2010
L'édition 2010 s'est déroulée du vendredi 29 octobre au lundi 1er novembre 2010.

## Éditions Micromania Game Show Special E3

### Édition 2011
En 2011 le Micromania Game Show change d'orientation et devient une soirée "Jeux vidéo" où les éditeurs et développeurs viennent présenter leurs jeux vidéo à travers des démonstrations en direct.

### Édition 2012
L'édition 2012 s'est déroulée le vendredi 22 juin au cinéma Max Linder Panorama, 24 boulevard Poissonnière à Paris. Elle a été animée par Marcus et il ne s'agissait que d'une présentation succincte de jeux déjà présentés.

### Édition 2013
L'édition 2013 s'est déroulée le jeudi 20 juin au cinéma UGC Ciné Cité Bercy.

### Édition 2014
L'édition 2014 s'est déroulée le jeudi 19 juin au cinéma UGC Ciné Cité Bercy, Cour Saint-Émilion à Paris 12e. Elle a été animée par Marc Lacombe et Cyprien Iov. 8 jeux vidéo ont été présentés manette en main : The Witcher 3 : Wild Hunt, Naruto Shippuden : Ultimate Ninja Storm Revolution, Assassin's Creed Unity, Far Cry 4, Forza Horizon 2, Sunset Overdrive, Destiny et DriveClub. Des vidéos de jeux ont également été projetées : The Evil Within, Halo : Master Chief Collection, Evolve, Call of Duty : Advanced Warfare, Uncharted 4 : A Thief's End, Battlefield : Hardline et Night in the Woods.

### Édition 2015
L'édition 2015 s'est déroulée le jeudi 25 juin au cinéma UGC Ciné Cité Bercy, Cour Saint-Émilion à Paris 12e avec deux animateurs : Marc Lacombe et Bertrand Amar. Les spectateurs ont eu l’opportunité de voir de nombreux jeux vidéo présentés lors de l'Electronic Entertainment Expo 2015. Cette soirée a été marquée par un mini tournoi de Street Fighter V animé par Kayane et Norman Chatrier, remporté par une petite fille.